# هفست آبیولا
هفست آبیولا (انگلیسی: Hafsat Abiola؛ زادهٔ ۲۱ اوت ۱۹۷۴) فعال حقوق بشر اهل نیجریه است. او فعال حقوق مدنی و دموکراسی و کنشگری است، آبیولا مؤسس ابتکار کیدیرات برای دموکراسی (KIND) است که به دنبال تقویت جامعه مدنی و ترویج دموکراسی در نیجریه است.

## زندگی‌نامه و تحصیلات
هفتست اولارونکه آبیولا فرزند هشتم رئیس‌جمهور منتخب نیجریه ماشادو آبیولا است. پدر آبیولا پس از آنکه خود را به عنوان رئیس‌جمهور اعلام کرد، توسط ژنرال سانی آباچا دیکتاتور وقت به خاطر خیانت زندانی شد. آبیولا پیر در سال ۱۹۹۸ در زندان درگذشت. مادر هفتست، الحاجا کیدیرات آبیولا برای حضور در تظاهراتی برای آزادی شوهرش در سال ۱۹۹۶ به قتل رسید.
آبیولا از آکادمی فیلیپس اکستر، آندور، در سال ۱۹۹۲و کالج هاروارد در سال ۱۹۹۶ فارغ‌التحصیل شد. او دکترای افتخاری خود را از هیورفورد کالج، پنسیلوانیا دریافت کرد.
آبیولا بنیانگذار پلی بین چین-آفریقای جنوبی و یک فروم آفریقای آسیایی است که همکاری متقابل میان فرهنگی مابین چین و آفریقا را ارتقا می‌بخشد، که تمرکز ویژه بر مشارکت زنان در اقتصاد دارد.
در ۲۰۱۵ او به عنوان یکی از ۲۱ زنی انتخاب شد که برای شرکت در کنفرانس دانشکده دولتی دانشگاه هاروارد که توسط مؤسسه هانت آلترناتیو تأمین می‌شود، شرکت کرد. این گروه شامل جودی تونگوری از کنیا، فوزیه نسرین از پاکستان و اولوفانک بارووا، استیر ایبانگا و عایشه آسوری از نیجریه بود.
هفتست به خاطر موضوع غیرمعمولی که در مورد پدرش وجود داشت، آزمایشهای دی‌ان ای انجام داد تا ثابت کند که او دختر پدرش است. نتایج نشان می‌دهد که او حدود هفتاد و نیم خواهر و برادر هم‌نیا دارد.

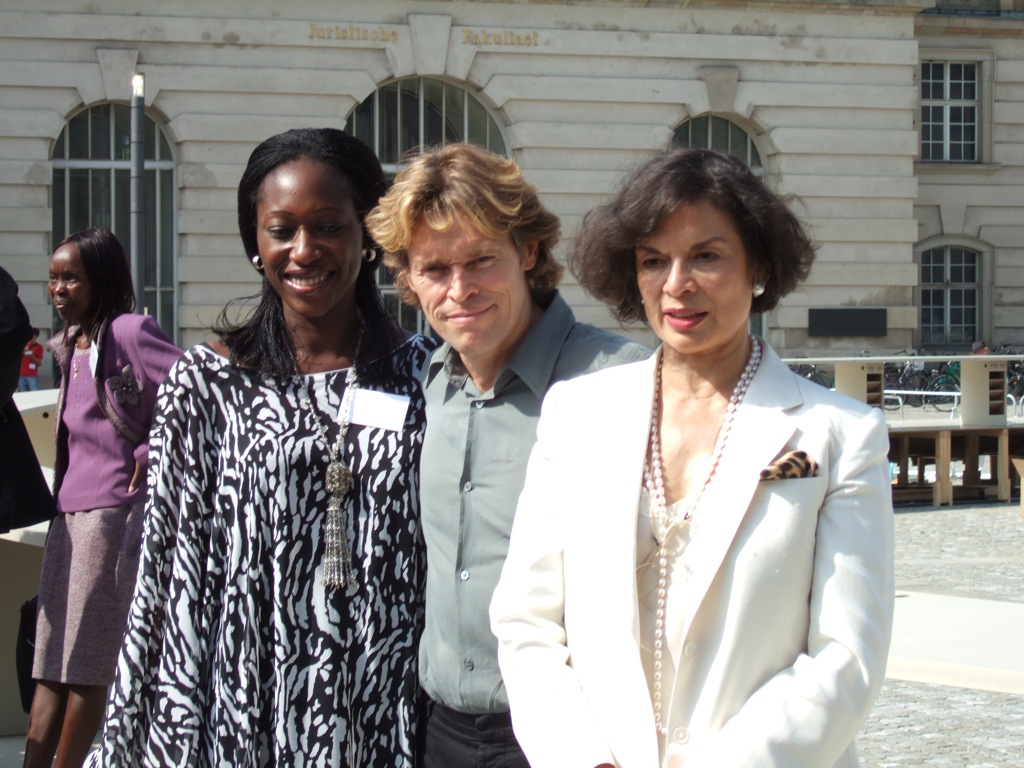
هفست آبیولا، ویلیام دافو و بیانکا جاگرو در برنامه آزاد صدای به روز رسانی علم برلین، سپتامبر ۲۰۰۶

## جوایز
- جوایز صلح و عدالت جوانان کمیته صلح کمبریج، ۱۹۹۷
- جایزه افتخار جوایز جهانی، ۱۹۹۸
- جایزه نگاه به زن، ۱۹۹۹
- جایزه رهبر جهانی فردا، انجمن جهانی اقتصاد، ۲۰۰۰
- جایزه جهانی بنیاد هستی سال ۲۰۰۱
- جایزه صلح گوی، ۲۰۱۶